# Dominio della Nuova Inghilterra
Il Dominio della Nuova Inghilterra (1686-1689) fu un'unione amministrativa di colonie inglesi in Nord America, che includeva tutte le colonie del New England e parte delle colonie medio-atlantiche (eccetto le due più meridionali, ossia Pennsylvania e Delaware).
La struttura politica della regione prevedeva un controllo centralizzato simile al modello utilizzato dalla monarchia spagnola con il Vicereame della Nuova Spagna. Il dominio fu ritenuto inaccettabile dalla maggior parte dei coloni, che risentirono profondamente la perdita dei propri diritti e la revoca dei loro statuti coloniali. Il governatore, Edmund Andros, tentò di introdurre cambiamenti legali e strutturali, ma la maggior parte di questi vennero annullati e il Dominio fu rovesciato non appena giunse la notizia che il re Giacomo II aveva lasciato il trono in Inghilterra. Un cambiamento degno di nota fu l'introduzione forzata della Chiesa d'Inghilterra in Massachusetts, i cui leader puritani in precedenza avevano rifiutato di concederle qualsiasi tipo di riconoscimento.
Il Dominio comprendeva una vasta area, che andava dalla baia di Penobscot a nord al fiume Delaware a sud, composta dalla Provincia del New Hampshire, dalla Colonia della Baia del Massachusetts, dalla Colonia di Plymouth, dalla Colonia di Rhode Island e delle piantagioni di Providence, dalla Colonia del Connecticut, dalla Provincia di New York e dalle due province di Jersey orientale e Jersey occidentale, oltre che da una piccola parte della Provincia del Maine. Era troppo grande per essere governata da un singolo governatore. Il governatore Andros era estremamente impopolare e veniva visto come una minaccia dalla maggior parte delle fazioni politiche. Nel 1689 la notizia della Gloriosa rivoluzione in Inghilterra raggiunse Boston e i puritani diedero vita alla rivolta di Boston del 1689 contro Andros, arrestandolo insieme ai suoi ufficiali. La Ribellione di Leisler a New York depose il vicegovernatore del dominio, Francis Nicholson.
A seguito di questi eventi, le colonie che erano state aggregate nel dominio tornarono alle loro precedenti forme di governo, anche se alcune governarono formalmente senza uno statuto. I nuovi sovrani inglesi, Guglielmo III e Maria II, emanarono infine nuovi statuti.